# Miasto Trebinje
Miasto Trebinje (serb. Град Требиње / Grad Trebinje) – jednostka administracyjna w Bośni i Hercegowinie, w Republice Serbskiej. W 2013 roku liczyła 28 239 mieszkańców. Siedzibą władz jest miasto tej samej nazwie Trebinje.